# اسموک‌هاوس پیکچرز
اسموک‌هاوس پیکچرز (انگلیسی: Smokehouse Pictures) یک شرکت آمریکایی تولید فیلم و تلویزیون است. این شرکت در سال ۲۰۰۶ توسط جرج کلونی و گرانت هسلوف پس از تعطیلی بخش ایت پروداکشنز تأسیس شد. نام آن از رستوران اسموک‌هاوس، واقع در روبروی استودیو برادران وارنر در بربنک، کالیفرنیا گرفته شده است.
- این شرکت در ژوئیه ۲۰۰۶ یک قرارداد تولید و توسعه بلندمدت با برادران وارنر پیکچرز و استودیوهای تلویزیونی برادران وارنر امضا کرد.[۲]
- در ژوئن ۲۰۰۹، این شرکت قرارداد توسعه و تولید تئاتر انحصاری دو ساله با سونی پیکچرز امضا کرد.[۳][۴]